# Samuel E.K. Mqhayi
Samuel Edward Krune Mqhayi (n. 1 decembrie 1875 – d. 29 iulie 1945, East London, Eastern Cape, Africa de Sud) a fost un scriitor sudafrican de limbă xhosa.
Scrierile sale, care respectă tradiția orală, sale sunt considerate drept un instrument de standardizare gramaticală și de menținere a acestei limbi.

## Scrieri
- 1914: Ityala lamawele ("Litigiul celor doi gemeni");
- 1925: uJohn Knox Bokwe: Ibali ngobomi bakhe, biografie a jurnalistului John Knox Bokwe.